# Дитячий церебральний параліч
Дитя́чий церебра́льний пара́ліч (англ. cerebral palsy, абревіатура — ДЦП) — узагальнений термін для групи стійких непрогресуючих рухових синдромів (гіперкінези, атаксія, парези, паралічі), часто поєднаних з психічними та мовленнєвими порушеннями, рідше — епілептичними нападами, ліквородинамічними зрушеннями, патологією слуху, зору, органів і систем чи без них, які є наслідком органічного ураження центральної нервової системи (ЦНС) в пренатальному, інтранатальному та ранньому неонатальному періоді. Причинами виникнення церебрального паралічу є порушення розвитку мозку або пошкодженням одного чи декількох його відділів, що контролюють м'язовий тонус і моторну активність (рухи).
Також ДЦП трактують як поєднання порушень, які впливають на можливість людини адекватно рухатися, зберігати рівновагу і поставу. Термін «церебральний» означає, що це стан, який виникає на рівні головного мозку, а «параліч» — блокування контролю м'язів.
Перші прояви ураження нервової системи можуть виявлятися відразу після народження, а прояви формування ДЦП — ще в грудному віці. Малюки з церебральними паралічами переважно відстають у своєму моторному розвитку і пізніше за всіх досягають таких віх моторного розвитку, як перевертання, сидіння, повзання та хода.
Для всіх пацієнтів із ДЦП є однаково тяжкими складнощі контролю над власними рухами, координації роботи м'язів. Через це навіть простий рух є складним для виконання при ДЦП.
ДЦП з часом не прогресує, проте, деякі прояви здатні змінитися впродовж життя. Якщо не лікувати таку дитину, проблеми стану м'язів можуть збільшитися.

## Історичні відомості
Вперше зв'язок між післяпологовими ускладненнями та порушенням розумового та фізичного розвитку народжених дітей встановив у середині XIX століття британський ортопед В.-Дж. Літтл, через це у клінічній практиці на означення цієї хвороби використовувався термін «хвороба Літтла». 1889 року лікар Вільям Ослер запропонував назву «церебральний параліч», обґрунтувавши зв'язок між ускладненими пологами та ураженням ЦНС дітей. Як окрему нозологічну форму ДЦП вперше виділив Зигмунд Фрейд. 1957 року створений Р. Маккейсом і П. Полані «Клуб Літтла», який об'єднав зусилля багатьох лікарів з проблеми ДЦП. 1959 року опубліковано «Меморандум із термінології і класифікації церебральних паралічів». 2004 року в Меріленді (США) проведений Міжнародний семінар із визначення і класифікації ДЦП.

## Актуальність
Станом на 01.01.2010 року в Україні 166 тисяч дітей мали статус інваліда з дитинства, що становило 1,9 % від усього дитячого населення України. Кількість дітей, інвалідність яких була пов'язана з ураженням нервової системи, становила 19,2 %. Більш ніж у 90 тисяч дітей соціальна дезадаптація пов'язана з ураженням нервової системи. ДЦП є однією з найбільших причин дитячої інвалідності, поширення ДЦП у країнах розвиненої економіки становить 2 — 3 на тисячу живих новонароджених, у країнах зі слабким рівнем економіки досягає 5,6 на 1000. А серед глибоко недоношених дітей сягає 40–100 на 1000 живих новонароджених. Цей показник не змінюється практично вже впродовж 1960-2010-х років. Згідно з галузевою статистикою в Україні поширення ДЦП досягає 2,56 на 1000.

## Причини виникнення
Існує багато можливих етіологічних чинників появи дитячого церебрального паралічу, вони можуть з'явитись як під час вагітності, так і під час пологів.
Передчасні пологи — це серйозний фактор ризику розвитку дитячого церебрального паралічу, тому що під час таких пологів існує високий ризик крововиливу в мозок, який може призвести до розвитку церебрального паралічу. Загалом вважається, що безпосередньою причиною розвитку ДЦП є недостатнє надходження кисню в мозок плоду під час формування його структур, адже клітини мозку дуже чутливі до гіпоксії.
Найпоширеніші причини пренатального розвитку ДЦП це внутрішньоутробні інфекції, інсульти, токсикоз вагітності та відшарування плаценти. Перинатальні причини включають гіпоксично—ішемічну, білірубінову енцефалопатію та травми. Причинами розвитку ДЦП у постнатальному періоді є інфекції, травми та прогресивна гідроцефалія.
Перенесені матір'ю під час вагітності вірусні (простий герпес, вітряна віспа, краснуха, кір), бактеріальні (стрептококова, стафілококова інфекції, лептоспіроз, сифіліс, туберкульоз), протозойні (токсоплазмоз, малярія, орнітоз), грибкові (кандидоз) інфекції, а також соматичні, ендокринні, гінекологічні захворювання, як вважається, здатні зашкодити розвиткові нервової системи плоду.
Незважаючи на різноманітність причин ДЦП, у більшості випадків неможливо виявити точну причину його виникнення.

## Діагностика

### Нейровізуалізаційні методи
У новонароджених нейровізуалізація має проводитися, якщо розвинулися ускладнення під час вагітності та пологів; були передчасні пологи (32 тижні); або при огляді виявлені зміни неврологічного статусу. Діагностична роль нейровізуалізації велика для дитини, в якої виявлено або виникла підозра щодо розвитку ДЦП у зв'язку із знайденим руховим дефектом або затримкою вікового статокінетичного розвитку. Період, коли відбулося те ушкодження мозку, що стало причиною ДЦП, може бути розділений на пренатальний, перинатальний і постнатальний. Неврологічні зміни, що є при ДЦП, пов'язані з внутрішньоутробним розвитком плода під час отримання цього ураження. Анамнез, тобто виявлення внутрішньочерепного крововиливу в новонароджених, неонатальної енцефалопатії, інсульту, інфекційних захворювання ЦНС, травми тощо та дослідження за допомогою методів нейровізуалізації, зроблені раніше, що документують наявність таких порушень чи вад розвитку головного мозку, можуть дати достатньо інформації для встановлення причини, якщо дитину оглянули на пізнішому етапі ДЦП. Також дані, отримані в результаті огляду хворої дитини (наявність катаракти, хориоретиніту, дисморфічних характеристик, міоклонусу, дистонії), можуть сприяти думці про конкретну причину чи альтернативний діагноз. Відхилення на магнітно-резонансній томографії (МРТ) не обов'язково визначають етіологію дефектів руху. Зокрема, ознаки дифузної кортикальної атрофії, затримки мієлінізації або наявності полімікрогірії є неспецифічними і лише передбачають ураження структури ЦНС, не дозволяючи дізнатися початкову причину без ретельнішого обстеження. Даних обстежень за допомогою комп'ютерної томографії (КТ) недостатньо для вірного розподілу за певною етіологією виникнення ДЦП у будь-якій із трьох груп, хай у деяких випадках й була визначена конкретна причина. КТ у дитини з ДЦП може іноді виявити стани (гідроцефалія, поренцефалія, артеріовенозна вроджена вада (АВВП), субдуральні гематоми, субдуральні посттравматичні гігроми, пухлина хробака мозочка тощо), які підлягають хірургічному втручанню і можуть не виявлятися при рутинному неврологічному огляді. Іноді КТ, як і МРТ здатне виявити відхилення, які є підозрілими на уроджене пошкодення метаболізму, яке може потенційно бути скореговано. Якщо КТ виявило порушення, слід очікувати існування паралельних станів.
При ДЦП на МРТ головного мозку може відмічатися кірково-підкіркова атрофія, псевдопоренцефалія, дифузне зменшення густини білої речовини. Методи нейровізуалізації (МРТ, КТ) рекомендуються, якщо етіологія ураження при ДЦП не встановлена. Перевага надається МРТ перед КТ через вищий рівень доказовості щодо етіології та часу виникнення уражень, що призвело до формування ДЦП. З появою нейровізуалізаційних методів стало очевиднішим, що у дітей із ДЦП можуть бути уроджені вади розвитку мозку. Діти, яким робили МРТ, мали серйозні вади розвитку мозку, такі як шизенцефалія, лісенцефалія чи пахігірія. Через те, що такі порушення все частіше пов'язуються з певними генетичними порушеннями (лісенцефалія / синдром Мілера — Дікера / синдром делеції хромосоми 17p13.3), їх наявність у хворих дітей спонукає необхідність проведення генетичних досліджень надалі.

### Метаболічні та генетичні дослідження
Певні нейрометаболічні порушення, такі як синдром Цельвегера і периксосомальні порушення можуть бути пов'язані з вадами розвитку мозку і проявлятися на початку життя у дітей із дефіцитом моторики, що може здаватись непрогресуючим порушенням. Виявлення деяких метаболічних порушень при станах, що не є ДЦП, можуть бути скореговані метаболічним лікуванням. Метаболічні та генетичні тести не слід застосовувати у звичайному обстеженні дітей при ДЦП. У тому разі, коли анамнез чи результати нейровізуалізації не виявляють певне структурне ураження, або виявлені додаткові та нетипові клінічні прояви для ДЦП, необхідно застосувати метаболічне та генетичне дослідження. Виявлення вад головного мозку в дитини з ДЦП створює підозру на наявність генетичної чи метаболічної етіології. Слід проводити моніторинг функції ковтання, росту, набору маси тіла.

### Виявлення порушень згортання крові
Зважуючи на те, що достатньо часто виявляються зони інфаркту головного мозку у дітей із геміпарезом при ДЦП, вважається, що етіологія церебрального інфаркту в дітей з ДЦП може бути зумовлена розладами коагуляції, тому обстеження на зміни в згортанні крові слід проводити в неонатальний період, але не тоді, коли вже діагностовано ДЦП.

### Електроенцефалографія (ЕЕГ)
ЕЕГ не слід використовувати у звичайному обстеженні дітей з ДЦП для метою визначення причини його. Це дослідження необхідно призначати, якщо у дитини з ДЦП є епілептичний синдром чи інші пароксизмальні прояви, що вимагають додаткових методів обстеження.

### Визначення змін психічного розвитку
Нейрофізіологічна і когнітивна функції у дітей з ДЦП як правило є зміненими. Існує м'який зв'язок між типом ДЦП і тяжкістю когнітивного порушення. Діти, що мають спастичну тетраплегію мають вищий рівень ментальних порушень, ніж діти, у яких є спастична геміплегія. Дефекти руху у дітей зі спастичним ДЦП, ймовірно, пов'язані з тяжкістю когнітивних розладів на противагу дітям з дискінетичним ДЦП, у яких такий зв'язок не простежується. Порушення у дітей, які мають різні форми ДЦП, можуть бути оцінені з великими проблемами через дефіцит моторики, і при спастичній диплегії різниця між оцінкою діяльності та вербальних можливостей фактично збільшується з віком. Асиметричність геміплегії також може слугувати додатковим фактором. Так хворі з правосторонньою геміплегією ймовірніше страждатимуть на погіршення функції мовлення внаслідок ураження лівої половини головного мозку. Також є сильний кореляційний зв'язок між більшим розумовим розладом у дітей з ДЦП і епілепсією, змінами на ЕЕГ або нейровізуалізації. Внаслідок високого рівня супутніх хвороб у дітей із ДЦП слід перевіряти на наявність затримки психічного розвитку.

### Офтальмологічні дослідження
Порушення зору та розлади рухливості очного яблука є частим явищем у дітей з ДЦП. Виявляється косоокість, амбліопія, ністагм, атрофія зорового нерву та аномалії рефракції. Внаслідок високого рівня супутніх хвороб у дітей із ДЦП слід перевіряти на порушення зору.

### Визначення порушень мови і мовлення
Внаслідок двобічної кортико-бульбарної дисфункції при ДЦП, анартричні чи дизартричні розлади мовлення та інші, які пов'язані з орально-моторними порушеннями, є звичним явищем. Через те, що порушення рухливості може призвести до обмеження спілкування з іншими людьми, діти з ДЦП часто не мають змоги розвивати свої здібності мови, які необхідні для розвитку складніших мовленнєвих конструкцій. при ДЦП мовні дефекти на противагу мовленню існують поряд із вербально-інтелектуальними обмеженнями, що пов'язані з розумовими розладами. Проблеми орально-моторного характеру, які включають проблеми з прийманням їжі, порушення функції ковтання та слиновиділення можуть потенційно призвести до значного негативного впливу на харчування і зростання, здоров'я ротоглотки, дихання та самоповагу. Внаслідок високого рівня супутніх хвороб у дітей із ДЦП їх слід перевіряти на затримку мовленнєвого розвитку.

### Визначення порушень слуху
Ці порушення трапляються частіше, якщо етіологія ДЦП корелює з наднизькою вагою при народженні, білірубіновою енцефалопатією, перенесеним менінгітом або тяжкими гіпоксично—ішемічними інсультами. У дітей із ДЦП, у яких є розумова відсталість чи в них погані результати нейровізуалізаційних досліджень, існує більший ризик порушень слуху. Через значний рівень супутніх хвороб у дітей із ДЦП їх слід перевіряти на наявність порушень слуху.

### Оцінка розвитку рухового апарату немовлят із метою виявлення порушень
Лікарям і батькам важливо як найраніше розпізнати фактори ризику розвитку рухових зрушень, відповідні клінічні ознаки при огляді дитини. Зокрема подовжені терміни редукції безумовних рефлексів як то пошуковий Кусмауля, хоботковий, долонно-ротовий Бабкіна, хапальний, Моро, опори і автоматичної ходи, Галанта, Переса, повзання; і вроджених тонічних рефлексів: лабіринтний, з голови на тулуб, з тазового пояса на тулуб, симетричний та асиметричний шийний Магнуса—Клейна є підозрілими на наявність ДЦП. Зазначено, що недоношені, в яких виявлено фактори ризику формування рухових порушень, мають добрий прогноз щодо розвитку за відсутності патологічних змін під час проведення загального неврологічного обстеження. Рекомендується здійснювати моніторинг розвитку руху дитини, робити це регулярно під час звичайних відвідувань медичних закладів. Батьківське занепокоєння може бути діагностичним показником рухових проблем у дитини. Слід використовувати декілька методик раннього виявлення у дітей імовірних розладів руху, разом із спостереженням за неконтрольованою руховою активністю, провести деякі рухові тести. Оцінюючи новонароджених необхідно визнати, що поєднання ризикових факторів і патологічна активність руху є предикторами формування порушень руху у дітей раннього віку, як одна з нижче перерахованих ознак:
- патологічний ізольований руховий патерн не є показником поганого неврологічного розвитку дитини;
- чим більша кількість патологічних рухових патернів у новонародженого, тим більше ймовірність розвитку неврологічних зрушень упродовж 1-го року життя;
- проблеми, що зберігаються впродовж перших трьох місяців життя, найімовірніше, прогнозують розвиток неврологічних уражень надалі.

Слід підкреслити, що клінічні симптоми здатні допомогти у виявленні немовлят, які потребують спостереження та ретельної оцінки розвитку руху. Ці клінічні симптоми включають:
- порушення м'язового тонусу;
- атипову послідовність розвитку навичок руху;
- атипові рухові моделі;
- якісні відмінності в розвитку моторики;
- порушення якості пози і рухливості;
- наявність патологічних рефлексів.

Слід розуміти, що спостереження неврологічного розвитку дитини, першочергово в перші 4 — 5 місяців життя, можуть дати необхідну інформацію про стан розвитку дитини. Відеоспостереження може стати корисним для контролю розвитку руху в дитини. Відеозаписи поряд із безпосереднім спостереженням і взаємодією з дитиною є достатнім для судження про стан рухових функцій, тому що:
- здатні надати запис неконтрольованої активності руху для аналізу його компонентів з метою нагляду за дитиною в природних для неї умовах;
- відеозапис може бути зроблений у різних умовах і ситуаціях;
- можуть посприяти батькам у навчанні спостереженню за розвитком руху в дитини;
- здатні надати об'єктивну оцінку стану розвитку руху дитини;
- корисні у допомозі батькам збирати і правильно передавати інформацію спеціалістам за наявності порушень розвитку руху в дитини.

При оцінюванні недоношених дітей визнається, що оцінка загального розвитку руху впродовж перших 4-5-и місяців життя є більш діагностичною щодо раннього виявлення зрушень руху порівняно з базовим неврологічним обстеженням на 1-му місяці життя. Норма оцінки тонусу м'язів може ввести в оману, слід динамічно спостерігати за подальшим моторним розвитком дитини. У недоношених дітей, у яких був гіпотонус м'язів, може відбутися перехід до гіпертонусу, і такі діти можуть справляти враження відносно здорових під час такого переходу. Недоношені діти, що мають відхилення неврологічного розвитку чи зміни ультразвукової картини головного мозку, є найбільш схильними до затримки розвитку руху, до моторних, сенсорних і когнітивних порушень. Рання затримка розвитку руху у немовлят часто корелює із затримкою когнітивних функцій. Для зріліших недоношених дітей доцільно застосувати стандартизоване неврологічне обстеження як то за шкалою Дубовітц у період новонародженості з метою виявлення тих, хто має ризик формування порушень руху. Тривале спостереження дітей із ризиковими факторами та клінічними ознаками порушень руху є необхідним, тому що затримка дитячого розвитку стає помітнішою до 1-го року життя; складніші навички руху починають формуватися у період від 1 до 3-го року життя, тому після 1-го року затримка стає очевиднішою; у дітей із затримкою розвитку руху часто розвивається й затримка розвитку психічних функцій і мовлення.

### Оцінювання функціонального розвитку дітей із порушеннями руху
Є два підходи щодо оцінювання функціонального розвитку дітей із порушеннями руху — якісна і кількісна оцінка. Кількісна оцінка функції руху дозволяє провести бальне оцінювання стану великої і тонкої моторики (зокрема, кількісна оцінка рівня функціонального розвитку, що пов'язана зі здатністю дітей до поворотів, сидіння, повзання тощо). Якісна оцінка дає можливість оцінити ступінь виконання певних навичок руху (зокрема, якою мірою добре в дітей збережено координацію рухів у момент сидіння, ходи тощо).
Головні підходи до оцінки розвитку основних реакцій адаптації, ступеня рухової незалежності, розвитку навичок самообслуговування, соціальної інтеграції і комунікації певною мірою збігаються. От здатність дитини до ходи самостійно несе інформацію про мобільність і рівні розвитку руху. Надалі оцінювання розвитку руху буде залежати від мети, яка ставиться:
- Методи оцінювання, що використовуються для прогнозу розвитку порушень руху;
- Дискримінаційні тести дають змогу знайти затримку розвитку деяких функцій руху;
- Тести оцінювання дозволяють виявити зміни розвитку руху в часі.

Оцінка тонусу м'язів згідно з модифікованою шкалою Ашворса:
- 0 — відсутність підвищення тонусу м'язів;
- 1 — незначне підвищення тонусу м'язів;
- 2 — помірне підвищення тонусу м'язів;
- 3 — значне підвищення тонусу м'язів, утруднені пасивні рухи;
- 4 — ригідність м'язів, рухи неможливі.

## Клінічні ознаки
Церебральні паралічі можуть проявлятися через підвищення м'язового тонусу (гіпертонус, спастику) чи пониження тонусу (гіпотонус) м'язів, неконтрольовані мимовільні рухи (гіперкінези), порушення рівноваги, координації, утримання положення тіла, що часто ускладнює розмовні функції, розвиток ковтання, ходи, та багато інших функцій.
Часто моторні порушення супроводжуються затримкою розумового розвитку, судомами, порушенням дихання, порушенням травлення та контролю за сечовиділенням і випорожненням кишки, труднощами при прийомі їжі, частим карієсом, деформаціями скелету, проблемами зі слухом та зором, які в майбутньому формують розлади поведінки та труднощі в навчанні.
Вираженість цих порушень коливається в широких межах від дуже незначних, майже непомітних проявів до чітко виражених тяжких порушень моторних функцій.
Хоча прояви вищезгаданих симптомів можуть збільшуватися або зменшуватися впродовж часу, але загалом вважається, що це захворювання не прогресує і стан хворих не гіршає. З віком рухові порушення можуть призводити до тяжчих ускладнень. Дитина, яка у п'ять років ходить із підтримкою, у десять чи п'ятнадцять потребуватиме візка, щоб бути більш функціональною. Також із віком розвиваються хронічні деформації кінцівок та постави.

## Інтелектуальна спроможність хворих
Багато осіб із церебральними паралічами мають нормальний рівень інтелекту. Але їхня здатність проявити свої інтелектуальні можливості може бути обмеженою через складності в спілкуванні та обмеження життєвого досвіду. Всі діти з церебральним дитячим паралічем, незалежно від рівня інтелектуального розвитку, здатні суттєво розвивати свої можливості при відповідному лікуванні, фізичній реабілітації та логопедичній корекції.

## Класифікація
Виділяють такі форми церебральних паралічів:

### Спастичні (пірамідні) форми
Спастичні ураження є найчастішими і складають до 80 % серед усіх форм ДЦП. Характеризуються підвищенням м'язового тонусу, який є визначальним симптомом цього типу. М'язи є напруженими, тугими (спастичними), а рухи є незграбними чи взагалі неможливими.
У залежності від того, яка частина тіла уражається, спастичні форми ДЦП згідно з Центром досліджень ДЦП в Європі (The Surveillance of Cerebral Palsy in Europe — SCPE) поділяються на:
- моноплегія (уражена одна кінцівка, найчастіше рука)
- геміплегія (одна сторона тіла, при цьому рука більше ноги)
- диплегія (уражені обидві ноги, легко чи помірно страждають руки)
- тетраплегія (тяжке ураження ніг і рук, часто з порушенням функції тулуба та залученням мускулатури ротоглотки)

Спастичні форми є найпоширенішими, на них припадає близько 70-80 % всіх випадків.

### Дискінетична (екстрапірамідна) форма
Проявляється порушенням координації рухів. Виділяють два основних її підтипи:
- Атетоїдна (гіперкінетична) форма проявляється через повільні або швидкі неконтрольовані рухи, які можуть охоплювати різні частині тіла, включаючи обличчя, рот та язик. Приблизно 10-20 % випадків ДЦП відносяться до цього типу.
- Атактична форма характеризується порушенням рівноваги та координації. Якщо такий хворий може ходити, то хода є невпевнена і хитка. Пацієнти з цією формою мають проблеми з виконанням швидких рухів та рухів, які вимагають точного контролю, як наприклад малювання олівцем. Така форма становить 5-10 % випадків ДЦП.

### Змішана форма
Є комбінацією різних форм церебральних паралічів. Поширеним є поєднання спастичних форм з атетоїдними чи атактичними.

## Реабілітація

### Основні засади реабілітації хворих на ДЦП
Хворим зі спастичними розладами має бути забезпечений доступ до усіх напрямків реабілітації та догляду, що формується через взаємодію з різними фахівцями мультидисциплінарної команди реабілітологів. Система догляду має надати доступ до команди медичних працівників, які мають досвід роботи з дітьми та підлітками зі спастичними проблемами. Система має включати місцевих фахівців у галузі педіатрії, сестринства, фізіотерапії і трудотерапії. Доступність інших фахівців — ортопедів, ортопедів-хірургів та / або нейрохірургів, дитячих неврологів може бути забезпечена на місцевому або регіональному рівні. Якщо дитина чи підліток зі спастичними ураженнями лікується під наглядом лікаря, що не входить до мультидисциплінарної команди, члени її мають обговорювати всі призначення дитині для ефективного комплексного догляду та подальшого лікування.

### Реабілітація супутніх порушень
До основних принципів реабілітації відноситься й корекція та лікування супутньої патології:
- когнітивні розлади та порушення навчання;
- порушення зору та слуху;
- порушення вимови;
- епілепсія;
- труднощі жування та ковтання, зондове годування;
- розлади харчування та росту;
- порушення мінерального обміну;
- урологічні порушення;
- порушення з боку шлунково-кишкового тракту (гастро-езофагальний рефлюкс і захлинання);
- порушення з боку дихальної системи (апное, обструкція дихальних шляхів, хронічна аспірація).

### Програма реабілітації
Після встановлення діагнозу необхідно направити усіх дітей і підлітків зі спастичними порушеннями до фахівця з реабілітації і догляду. Програму слід розробити і впровадити в партнерстві з дитиною чи підлітком, їхніми батьками або опікунами. Вона має бути індивідуальною і направленою на досягнення певної чіткої мети. Під час розробки цієї програми слід враховувати індивідуальні можливості дитини і підлітка, ймовірний вплив на стан дитини, її сім'ї. Необхідно чітко оцінити спастичні зміни у дітей і підлітків із порушеннями когнітивних функцій. Ефект лікування важко оцінювати у дітей із порушенням комунікативних можливостей. Слід забезпечити доступ дитини або підлітка до всіх необхідних соціальних служб. Слід визначити та погодити з дітьми і підлітками, їхніми батьками чи опікунами методи оцінки ефективності та мету реабілітації, які мають відповідати віку і розвитку дитини, міжнародній класифікації ВООЗ функціонування, обмежень здоров'я та життєдіяльності дітей і підлітків. Визначення мети реабілітації слід проводити індивідуально для кожної дитини, розподіл складових розділяється між фахівцями міждисциплінарної команди, за потреби залучаються інші фахівці. Допомога дітям / підліткам, їхнім батькам чи опікунам в розробці й проведенні програми реабілітації полягає у вживанні відповідних до віку і розвитку дитини / підлітка розвиваючих, інформаційних і освітніх наочних матеріалів. Слід регулярно обговорювати виконання програми. Необхідно корегувати поради щодо потенціалу розвитку дитини, обговорювати, як різноманітні методи лікування здатні вплинути на розвиток. Необхідно забезпечити хворого та його батьків / опікунів контактними даними тих організацій, які здатні надати підтримку, забезпечити консультаційні, інформаційні та юридичні послуги. Слід надати о дітям і підліткам своєчасний доступ до устаткування та обладнання (такого як спеціальні ліжка, крісла, масажні прилади тощо), потрібного для виконання їх програми реабілітації. Міждисциплінарна команда має відігравати основну роль у підготовці підлітків та їхніх батьків / опікунів у професійній орієнтації. Контроль стану дитини чи підлітка зі спастичними порушеннями йде у наступних напрямках:
- яка відповідь на лікування;
- чи відбулося погіршення спастичності;
- чи йде розвиток вторинних наслідків спастичності, зокрема, з'явився біль або контрактура;
- чи існує необхідність змінити індивідуальні цілі.

Мультидисциплінарна команда має здійснювати моніторинг дітей і підлітків з груп підвищеного ризику по підвивихах і вивихах стегна. Слід виявляти такі клінічні прояви, як можливі ознаки цього: біль, що виникає у кульшовому суглобі; асиметрія довжини ніг; проблеми при відведенні (абдукції) стегна або при здійсненні кругових рухів стегна; підвищення м'язового тонусу стегон більше ніж на 30 %; погіршення пози в положенні сидячи чи стоячи; проблеми в проведенні гігієнічних процедур у ділянці промежини. Покази до рентгенологічного обстеження кульшових суглобів — це наявність клінічних ознак зміщення голівок стегнових кісток або якщо у дітей 2-х років є двосторонній ДЦП. Рентгенологічне дослідження кульшових суглобів слід здійснювати щорічно у дітей і підлітків згідно з класифікацією GMFCS при III, IV чи V рівнях функціональних можливостей. Також його слід проводити через 6 місяців у дітей і підлітків, у яких виявляється зміщення стегна більше 30 %, а потім обстежувати раз у 6 місяців, якщо зміщення збільшується більше, ніж на 10 % за рік.
Реабілітація дітей з органічним ураженням ЦНС при ДЦП має бути спрямована на поліпшення соціальної адаптації дитини в оточенні, на покращення самообслуговування, спілкування, дозвілля, забезпечення можливості відвідування освітніх та громадських закладів. Спеціальне обладнання має бути підігнане відповідно до індивідуальних потреб дитини для покращення ефекту реабілітації і реабілітологи повинні його своєчасно і регулярно контролювати. Важливим є якнайраніше виявити дітей із високим ризиком формування порушень руху з метою їхнього лікування та створення для них індивідуальної програми реабілітації, задля досягнення максимального розвитку функціональних засад дитини надалі. Під час обстеження дитини має бути врахована можливість перинатальних факторів ризику, виявлення сповільнення розвитку основних навичок руху батьками чи лікарями. За наявності ризикових факторів формування порушень руху та патологічних проявів під час обстеження, воно має проводитися регулярно із використанням шкал згідно з віком дитини. Обстеження слід проводити у світлому теплому приміщенні з урахуванням денного графіку дитини, в присутності батьків. Це потрібно для того, щоб відкинути будь-які фактори, які здатні вплинути на стан дитини. Під час обстеження дитини має здійснюватися оцінювання загального стану здоров'я дитини та окремих чинників, що здатні вплинути на розвиток дитини, зокрема такі, як слух і зір. Слід своєчасно знайти типові порушення руху у дітей раннього віку задля подальшого спостереження за розвитком дитини, надати важливу інформацію батькам про стан здоров'я дитини, направлення її до лікувального закладу та до фахівців за вчасною повноцінною медичною допомогою. Необхідно, щоби фахівці первинної ланки медичної допомоги були включені до процесу оцінювання стану здоров'я дитини, її лікування. Необхідно аби фахівці, що працюють із дітьми, мали високий професійний рівень, знали особливості і етапи розвитку руху дітей раннього віку. При роботі з дітьми та їхніми сім'ями слід враховувати етнічні та культурні особливості, стиль виховання, підтримку з боку родини. Культурні надбання сім'ї — важливий фактор розвитку адаптивних реакцій, самообслуговування і функціональної незалежності. Реабілітаційні заходи мають здійснювати фахівці, які володіють мовою, зрозумілою для дитини і її сім'ї.
Вкрай важливим для батьків і фахівців зрозуміти, що:
- не у всіх однорічних дітей можливо виявити затримку розвитку руху під час огляду;
- у дітей зі значними порушеннями руху чи з ДЦП в 1 рік функціональна активність може мінятися з часом, але ступінь розладів руху, як правило, корелює з пізнішим розвитком руху;
- діти зі значними порушеннями руху чи з ДЦП в 1 рік входять до групи високого ризику по формуванню асоційованих синдромів (порушення когнітивних, сенсорних функцій, комунікативних навичок).

Діти з великими порушеннями руху або з ДЦП, у яких не встановлено діагноз до 7 років життя, мають виразніші проблеми розвитку.

### Сенсорна реабілітація
Після інсульту у хворих на ДЦП можуть виникати відхилення різних рецепторних відчуттів. Деякі з них набагато легше виявити, ніж інші, але медичним працівникам, які проводять обстеження і працюють з ними, слід розглядати кожен з них, тому що вони здатні впливати на результат і ефективність реабілітації.

### Сенсомоторна реабілітація
Метою реабілітації сенсомоторних уражень є збільшення контролю над функціями моторики і рівноваги, зростання фізичної незалежності, покращення розвитку нових навичок руху. Такі принципи використовуються у терапії. Проте вони змінюються залежно від типу подразників, акцент ставиться на певних практичних завданнях.
Сенсомоторна терапія має проводитися в межах неврологічних змін і підсилювати інші методи реабілітації, які покращують функціональну активність дитини. Має використовуватися індивідуальний підхід до кожної дитини при проведенні реабілітації. Лікування повинне інтегруватися у повсякденне життя дитини, як вдома, так і в школі. Ігри і щоденна активність створюють можливість відпрацювати практичні навички постійно і мають лікувальний ефект. Спільна робота батьків, реабілітологів, вчителів та інших членів міждисциплінарної команди здатні створити дітям на практиці можливість діяльності в усіх їх видах діяльності. Сенсомоторна терапія включає визначення функцій, які виходять за межи поточних здібностей дитини, але вважаються досяжними та відповідними для адекватного життя дитини. Встановлення цілей є корисним доповненням до лікування, у формуванні інтересів дітей, сім'ї і терапевтів, а також у вимірюванні результатів втручання, може стати корисним для записування функціональних змін. При цьому дітям слід надавати більше часу для відпрацювання практичних навичок. Метою оцінки є документальне підтвердження певного компоненту функції, порушення, діяльності і участі з якомога точнішою об'єктивністю, що покращує співпрацю професіоналів з відпрацювання спільної реабілітаційної програми та поліпшення розвитку дитини. Для оцінки стану дітей із неврологічними проблемами використовується низка інструментів оцінювання, багато з яких корисні для дітей, що перенесли інсульт. Неможливо рекомендувати певні інструменти оцінювання через те, що їх використання залежить від низки факторів — вік і рівень розвитку дитини, ресурсні можливості та кваліфікація команди. Задіяні інструменти оцінювання ефекту мають відповідати як віку дитини, так і рівню функціонального розвитку. Слід використовувати стандартизовані інструменти оцінювання ефекту.

### Антиспастична реабілітація
Спастичність є проявом, що найчастіше виявляється у дітей з органічним ураженням нервової системи. Характеризується підвищенням м'язового тонусу, високими рефлексами із сухожилків, найчастішою ознакою пошкодження центрального моторного нейрона. Спастичність у дітей і підлітків часто йде у вигляді ДЦП, а також може поєднуватися з іншими хворобами головного мозку, як не прогресуючими, так і прогресуючими. Порушення руху у дітей і підлітків із ДЦП мають анатомічне поширення, зміни тонусу м'язів тонусу переважно за спастичним, дискінетичним чи атактичним типом, ускладнення через порушення тонусу м'язів і рухів є вторинними. Рівень функціональної активності руху виявляється при застосуванні двох класифікацій — великих моторних функцій (Gross Motor Function Classification System) і оцінки функції рук (Manual Ability Classification System). У 80 % дітей є спастичний варіант ДЦП. Інші варіанти ДЦП мають варіанти дискінетичній (з хореоатетозом і дистонією) та атактичний (зі змінами координації і рівноваги). Часто у дітей зі спастичним варіантом ДЦП також відзначаються дистонічні та атактичні порушення руху. Геміпарез найчастіше відбувається у дітей, у яких мав місце ішемічний інсульт.
Мета антиспастичної реабілітації дітей із порушеннями руху — зменшення клінічних проявів, болю, підвищення рівня функціональної активності рухів, поліпшення догляду за дитиною, попередження ускладнень. У поєднанні з іншими втручаннями, що направлені на корекцію асоціативних порушень руху і супутніх симптомів, посприяти незалежності, досягненню найповнішої соціальної інтеграції дітей зі зменшеними можливостями здоров'я. Значна кількість методів лікування і реабілітації застосовується в процесі реабілітації дітей з порушеннями руху, з варіативним використанням в клінічній практиці. Багато фізіотерапевтичних способів застосовується у дітей і підлітків із порушеннями руху. Це — лікувальна фізкультура (пасивні та активні вправи), накладання шин, етапне гіпсування, профілактика формування патологічних рухів, позу, установок, які призводять до обмеження функціональних можливостей активності руху та виникнення деформацій. Локалізація уражень у моторній зоні кори, проблеми рівноваги координації флексорного і екстензорного тонусу може призвести до порушення суглобів. Вкрай важливо розрізняти динамічне порушення пози (через підвищення тонусу м'язів) від сформованих контрактур (м'язи в постійному скороченні внаслідок довготривалого спазму). Функціональні можливості хворих на ДЦП із часом можуть гіршати. Причина прогресу їх часто не є відомою. Можуть наростати слабкість, зміни положення тулуба і постави, контрактури, дистонія, атаксія та інші порушення руху. Невірний діагноз і великі надії здатні стати факторами погіршення функціонального стану руху дитини з ДЦП. Ефективне лікування порушень руху, запобігання ортопедичних ускладнень є значними складовими профілактики зниження функціональної активності пацієнта.
Порушення рівноваги є частим проявом у дітей із ДЦП і нерідко призводить до утворення неприродних поз, порушень постави. Із самого початку відносяться до «динамічних» порушень рівноваги. Поліпшення рівноваги і поз залежить від вправного лікування спастичності. Певною мірою неприродна поза може стати постійною через утворення сталих контрактур і деформацій суглобів. Деформації, що не піддаються корекції, є чинником болю, зменшення функціональної активності та мобільності, створює труднощі для догляду за дитиною. Підвивихи чи вивихи суглобів найчастіше спостерігаються в кульшових суглобах, рідше — в плечовому і ліктьовому суглобах. Значні деформації кісток можуть утворювати кіфози і сколіози. Ці ураження здатні значно погіршити функціональні можливості дитини, здатність сидіти та ходити. Створення фізіологічної пози, додаткове обладнання можуть знадобитися для забезпечення нормального руху дитини. Діти з порушеннями руху уникають ходити, якщо хода стає для них небезпечною та незручною чи потребує великих зусиль. Патологічна постава плеча, ліктів або рук взагалі здатна значно обмежити функціональність активності верхньої кінцівки. Погіршення функцій може спричинити проблеми в незалежності індивідуума та адаптації в побуті, зокрема, при одяганні, навчанні під час ігрової та трудової діяльності. Ефективне лікування спастичних проблем може покращити розвиток руху дитини, зменшити та попередити утворення контрактур чи інших кістково-суглобових деформацій, поліпшити функціональний стан і незалежність, й зрештою, покращити якість життя дитини з ДЦП. Дітей зі значною спастичністю, яка перешкоджає функціональній активності, має оглянути мультидисциплінарна команда спеціалістів. Головна мета боротьби зі спастичними порушеннями є не тільки їх зниження, але й запобігання контрактурам, покращення функцій дитини, зменшення больових відчуттів, поліпшення щоденної діяльності та одягання, купання, туалету дитини. Визнано, що вплив на спастичність іноді шкідливо впливає на функціональну активність дитини. Надмірна тактика зниження спастичності призводить до проблем, тому що як спастичність зменшується, м'язи не здатні забезпечити протистояння гравітації, через що м'язова слабість м'язів стає очевиднішою і зменшується функціональна активність дитини. Заходи по зниженню спастичності: застосування ботулотоксину, міорелаксантів, селективної дорзальної різотомії, баклофену тощо. Вони можуть застосовуватися в поєднанні чи послідовно. Перед початком заходів по зниженню спастичності, слід провести оцінювання тонусу м'язів (зокрема згідно зі шкалою Ашворса), загального рівня функціональності розвитку руху за великих моторних функцій, аналізу постави і ходи. Слід провести таке оцінювання й після лікування. Через ризик появи побічних ефектів є важливим аби лікар контролював вживання пероральних міорелаксантів у дітей раннього віку з розладами руху. Необхідно аби батьки пам'ятали, що дитина вживає пероральні міорелаксанти, они мають бути ознайомлені з потенційним побічними ефектами застосування цих препаратів. Слід поєднувати ін'єкції ботулотоксину з фізіотерапією і трудотерапією з метою максимальної ефективності його дії. Реабілітаційні методики, що спрямовані на покращення сили м'язів, повинні бути застосовані для запобігання чи зворотного розвитку контрактур, поліпшення функціональної активності.

## Лікування
У ранньому віці пластичність головного мозку висока, а тому реабілітацію ДЦП слід розпочинати як найраніше (у перший рік життя). Проте, через низку причин, діагноз ДЦП часто не ставлять до 3 років і батьки зволікають із реабілітацією. В Україні надання медичної допомоги дітям із порушеннями руху регламентується наказами МОЗ України. Передбачено фінансування реабілітації дітей з ДЦП за рахунок держави, в тому числі у приватних реабілітаційних центрах.
Лікування в гострий період має бути патогенетичним; в наступні періоди — патогенетичним і симптоматичним. Використовуються ванни, масаж, лікувальна фізкультура, дитину спонукають до активних рухів. Застосовуються медикаментозні засоби.

### Препарати, що знижують тонус м'язів
Призначаються за необхідності.

#### Ботулотоксин
Препарат, який використовується для лікування м'язової спастичності. Показами до застосування ботулотоксину для лікування дітей і молодих людей, у яких спостерігається локальне порушення спастики верхніх кінцівок:
- зміни дрібної моторики рук;
- недоліки самообслуговування і особистої гігієни;
- зміни спастичності спричинюють біль;
- порушення спастичності перешкоджають іншим методам лікування, таким, як ортезування"
- зміни спастичності спричинюють косметичний дефект у хворих.

Покази до застосування ботулотоксину для лікування дітей і молодих людей, у яких є локальна спастика нижніх кінцівок:
- зниження можливості формування великих моторних функцій;
- зниження самообслуговування і особистої гігієни;
- спастика спричинює біль;
- виникає тривожний сон;
- спастика не дає застосувати інші методи лікування, такі, як ортезування;
- спричинює косметичний дефект у хворих.

Ботулотоксин використовується для терапії спастичності, що виникла через набуте непрогресуюче ураження головного мозку, коли швидкість розвитку спастичних порушень спричинює постуральні зміни і функціональну неспроможність. Його також застосовують у дітей і молодих людей із порушенням спастики, в яких локальна дистонія спричинює серйозні проблеми, такі, як постуральні зрушення чи функціональну неспроможність і біль. Введення ботулотоксину має розглядатися як варіант лікування спастичності аддукторних м'язів з метою зниження їх тонусу та збільшення функціональної активності, а також для зменшення болю у дітей після операції з приводу подовження сухожилля. Введення ботулотоксину в ділянку литкових м'язів має бути застосовано як варіант лікування еквіно-варусної деформації стопи у дітей із ДЦП. Найефективніша доза для введення в литковий м'яз є 20 од/кг, задля зменшення динамічного компонента м'язового скорочення і збільшення активної довжини. Не слід застосовувати ботулотоксин, якщо дитина або молода людина має виразну м'язову слабкість; отримує аміноглікозиди; мали місце і були зафіксовані побічні реакції чи алергія на ботулотоксин. Слід призначати ботулотоксин з обережністю при порушенні згортання крові, генералізованій спастичності, фіксованих суглобових контрактурах, значній деформації кісток. Якщо ботулотоксин застосований, слід виконати ретельне оцінювання тонусу м'язів, рухового діапазону і рівня функцій розвитку рухів. Слід повідомити хворим і їхнім батькам про те, що лікування є відповідним. Фізіотерапевт чи спеціаліст із трудової терапії мають взяти участь в оцінюванні рухової сфери дитини. При застосуванні ботулотоксину необхідно надати інформацію дитині чи молодій людині та їхнім батькам або опікунам про потенційні клінічні ефекти і можливість досягнення цілей лікування та всього, що стосується препарату. Лікування цим препаратом має проводитися лікарями в рамках мультидисциплінарної команди, у яких є досвід у дитячій неврології та ортопедії. Щоб зменшити негативні відчуття пацієнтів, яким необхідно провести лікування ботулотоксином, слід обговорити можливість місцевого чи системного знеболювання / анестезії, або ж седації. Слід провести ультразвукове чи електронейроміографічне обстеження м'язів задля кращого проведення ін'єкції ботулотоксину. За необхідності введення ботулотоксину можна здійснити в більш ніж один м'яз, проте слід переконатися, що доза не перевищує максимально допустиму. Після введення ботулотоксину слід провести ортезування з метою збільшення розтягнення тимчасово слабких м'язів і формування нових навичок руху. Якщо ортез складно встановити через обмеження пасивних рухів навіть після введення ботулотоксину, рекомендовано проведення етапного гіпсування з метою розтягнення м'язів. Його необхідно провести через 2-4 тижні після введення ботулотоксину. Тим хворим з ДЦП, яким був введений ботулотоксин, слід забезпечити своєчасну ортопедичну корекцію. Слід зробити оцінку тонусу м'язів, рухового діапазону рухів і рухових функцій через 6-12 тижнів після введення з метою оцінки ефекту і через 12-26 тижнів після введення з метою обґрунтування рішення про доцільність наступних введень. Оцінювання сфери руху до і після лікування має провести один і той самий спеціаліст. Показами до повторних введень ботулотоксину є те, що реакція дитини на лікування була задовільною, досягнуто мети лікування й повторне застосування ботулотоксину забезпечить досягнення нових цілей. Ботулотоксин не має використовуватися у відриві від інших заходів і засобів лікування.

#### Діазепам
Лікування генералізованої м'язової спастичності може бути здійснено за допомогою діазепаму. Він є певною мірою ефективним для короткострокового лікування спастичних порушень у дітей з ДЦП. Побічні ефекти його, такі, як сонливість, седація, надмірне виділення слини і слабкість є важливими стримувальними факторами, що обмежують тривале застосування. Воно може спричинити фізичну залежність, і не рекомендуються різко припиняти вживання діазепаму. Тизанідин може також застосовуватися для лікування спастичних порушень у дітей із ДЦП.

#### Баклофен
Баклофен широко застосовується в клінічній практиці для лікування спастичності у дітей із ДЦП. Рекомендується починати вживання баклофену в мінімально діючих дозах 5–10 мг / день у 3 прийоми для зниження таких побічних дій препарату, як сонливість і седація. Баклофен часто застосовується для досягнення довгострокового ефекту, зокрема, аби зменшити дискомфорт чи для покращення функцій руху. На початку лікування діазепам застосовується для отримання швидкого ефекту, надалі, якщо потрібне довготривале лікування, слід розглянути призначення баклофену. Вживати баклофен слід починати з низької дози і збільшувати дозу поетапно впродовж 4-х тижнів для досягнення необхідного терапевтичного ефекту. Рекомендується інтратекальне введення баклофену у випадках виразних побічних ефектів і відсутності бажаного клінічного ефекту від вживання пероральних форм баклофену. Слід поєднувати застосування баклофену з фізичними методами і / або з трудотерапією. Інтратекальне введення баклофену за допомогою спеціальної помпи у хворих на ДЦП зі спастичністю застосовують тоді, коли незважаючи на використання неінвазивних процедур, спастичність і дистонія є виразними і спотворюють життя хворих. Протипоказом до інтратекального введення баклофену за допомогою помпи є те, коли хворі є вкрай малими, щоб вмістити інфузійний насос чи мають місцеві або системні інтеркурентні інфекційні хвороби. Відносними протипоказами є супутні захворювання як то фармакорезистентна епілепсія або порушення згортання крові; спонділодез; недостатність харчування; респіраторні захворювання, які являють небезпеку виникнення дихальних проблем. Перед прийняттям рішення про імплантацію помпи для інтратекального введення баклофену, слід зробити тест для оцінки ефекту і перевірки можливих побічних ефектів. До початку тесту слід інформувати хворих і їхніх батьків або опікунів усно та в письмовій формі про можливі несприятливі наслідки, що здатні можуть виникнути під час тестування; про те, що це є необхідним для визначення доцільності встановлення помпи задля можливості досягнення клінічного ефекту чи виявлення ймовірних побічних реакцій. Дози інтратекального баклофену необхідно вводити через катетер під загальним наркозом. Оцінку відповіді на тестування здійснюють упродовж 3-5 годин після введення. Якщо хворий до цього часу не відійшов від загального наркозу, то оцінювання слід провести пізніше. Якщо ефект від такого введення баклофену є задовільними, слід оцінити дитину згідно з наступними критеріями: зменшення спастичності, дистонії, болю або м'язових спазмів, покращення постави, у тому числі й голови, покращення самообслуговування. Для об'єктивної оцінки і документації перевірки слід використати стандартизовані опитувальники. Тестування інтратекального баклофену слід виконувати в центрах нейрохірургії спеціалістом, який має досвід у проведенні таких оцінок. Здійснювати це слід у стаціонарних умовах, задля надійності процесу оцінювання безпеки та ефективності. Імплантація помпи для інтратекального введення баклофену розпочинається після виявлення задовільного ефекту впродовж 3-х місяців після здійснення тесту. Підтримка хворих, яким проводиться інтратекальне введення баклофену за допомогою помпи і їхніх батьків чи опікунів, здійснюється через регулярне спостереження членами мультидисциплінарної команди, систематичному відвідуванні спеціалістів нейрохірургічного закладу, в якому здійснена імплантація. Слід титрувату дозу препарату після імплантації насоса для оптимізації ефекту. Якщо таке лікування за допомогю помпи не приводить до задовільного ефекту, слід переконатися, що немає ніяких технічних несправностей у системі доставки і що катетер вірно встановлений для доставки препарату до інтратекального простору. Якщо такі проблеми виявляться, слід зменшити дозу баклофену поступово, щоб своєчасно виявити збільшення проявів спастичності та асоціативних симптомів. Якщо інтратекальне введення баклофену за допомогою помпи не приносить ефекту, спеціаліст центру нейрохірургії та інші члени міждисциплінарної групи мають обговорити можливість зняття помпи й запропонувати альтернативні варіанти лікування хворого на ДЦП і їхнім батькам або опікунам. Якщо термін застосування помпи закінчується, слід поступово зменшувати дозу баклофену для того, щоб хворий на ДЦП та їхні батьки чи опікуни вирішили, чи потрібна нова помпа.

#### Подальша тактика застосування діазепаму та баклофену
Перорально діазепам чи баклофен продовжують вживати за наявності клінічного ефекту і відсутності побічної дії, але слід думати про припинення лікування кожного разу, коли переглядається реабілітаційна програма або ж принаймні кожні 6 місяців. Якщо сонливість спостерігаються при вживанні діазепаму чи баклофену, слід або знизити дозу чи припинити лікування ними. Якщо ж є н ефект від вживання діазепаму чи баклофену є недостатнім упродовж 4-6 тижнів, вважається доцільним перейти комбіноване лікування з вживанням обох препаратів. Якщо хворий на ДЦП отримував діазепам і / чи баклофен упродовж декількох тижнів, слід відміняти препарати поетапно, щоб уникнути симптомів відміни. У хворих на ДЦП зі спастичністю, у яких дистонія спричинює значні проблеми з поставою, руховими функціями та болем, слід застосувати інші препарати, такі, як тригексифенідил чи леводопа.

### Препарати, спрямовані на поліпшення діяльності мозку і всієї центральної нервової системи
- Глутамінова кислота,
- церебролізин тощо.

### Ортопедичні заходи
Гіпсування, оперативне втручання, ортези, носіння ортопедичного взуття.

##### Ортопедична хірургія
Є важливим додатком до інших втручань в індивідуальній програмі реабілітації хворих на ДЦП зі спастичністю. Своєчасне хірургічне втручання може завадити погіршенню стану хворого і сприяти покращенню рухів. Оцінювання стану хворого на ДЦП має провести хірург-ортопед, якщо виявлені клінічні і рентгенологічні дані формування зміщення голівки стегнової кістки у кульшовому суглобі або / та на підставі клінічних і рентгенологічних даних є занепокоєння з приводу хребтової деформації. Хірургом-ортопедом проводиться оцінювання стану хворих на ДЦП зі зміщенням більше ніж за рік голівки стегнової кістки на 30 % чи голівки стегнової кістки на 10 % за рік. Хірургом-ортопедом проводиться оцінювання стану дітей у межах мультидисциплінарної команди в разі якщо:
- спостерігається обмеження функцій кінцівки;
- формується патологічна поза чи виникає біль через надмірне скорочення м'язів;
- наявні контрактури чи кісткові деформації плеча, ліктя, зап'ястя чи руки зумовлюють порушення самообслуговування і ушкодження шкіри;
- косметичний вигляд верхньої кінцівки викликає значне занепокоєння у хворого на ДЦП.

Перед тим, як використати ортопедичну хірургію, мультидисциплінарна група має обговорити та узгодити з хворим на ДЦП, їхніми батьками або опікунами ймовірні цілі операції та можливість їхнього досягнення; очікувані клінічні ефекти, зокрема, будь-які ризики; саму програму реабілітації. Враховується, як і куди хворий на ДЦП буде доставлений, які реабілітаційні засоби будуть застосовані після проведення оперативного втручання: адаптована фізична терапія, ортопедичні засоби корекції, додаткові допоміжні засоби, препарати для зменшення спастичності чи ботулотоксин. Ортопедичну хірургію мають здійснювати хірурги з команди, які є експертами в цій області, що беруть участь в операціях для даної групи пацієнтів. Вона має проходити в педіатричних закладах охорони здоров'я. Рішення про здійснення ортопедичного хірургічного лікування для покращення ходи повинно ґрунтуватися на ретельній доопераційній оцінці функціональної активності, в тому числі, відеоаналізу ходи. Якщо хворому на ДЦП необхідно провести кілька хірургічних втручань на різних анатомічних ділянках для збільшення рівня функції ходи, слід виконувати їх одночасно, якщо це є можливим, тобто провести багаторівневі операції, а не окремі впродовж певного періоду часу. Оцінювання результативності ортопедичного хірургічного лікування, проведеного для покращення ходи, слід проводити впродовж 1-2 років. До цього часу можна очікувати найкращі результати.

##### Ортезування
Це використання допоміжних засобів для формування положення сидіння та утримання певної пози, як то підтримка руки у сприятливій позиції для збільшення функціональної активності та попередження чи корекції деформації. Різні ортези для гомілково-ступневого суглобу найчастіше застосовуються для лікування і профілактики ортопедичних ускладнень. Подібні методи нерідко використовуються для іммобілізації коліна чи збільшення абдукції в кульшових суглобах. Є ортези й для рук. Покази для застосування ортезів у хворих на ДЦП із спастичністю:
- поліпшення пози;
- покращення функції верхньої кінцівки;
- підвищення ефективності ходи;
- запобігання чи уповільнення формування контрактур;
- запобігання чи уповільнення підвивиху і вивиху стегна;
- полегшення дискомфорту чи болю;
- профілактики чи лікування ушкодження тканин, зокрема, шляхом зменшення тиску.

Ортези підбираються з урахуванням індивідуальних потреб пацієнта, вони спрямовані на досягнення відповідних цілей. При розумінні необхідності застосування ортезів, слід обговорити з хворим на ДЦП, з
батьками або опікунами клінічну ефективність, можливість виникнення побічних реакцій. Зокрема, обговорити вигляд ортезу, можливість виникнення дискомфорту від його носіння чи пролежнів, атрофії м'язів через відсутність активного їх скорочення. Слід вияснити, чи буде ортез причиною труднощів з самообслуговуванням або доглядом за дитиною іншої особою; труднощів самостійного гігієнічного догляду, неприйнятним для хворого на ДЦП через його зовнішній вигляд. Слід переконатися, що ортези призначені для конкретного хворого на ДЦП, відповідають розміру, правильно встановлені. За необхідності потрібно провести консультацію ортопеда в межах мультидисциплінарної команди. Слід мати на увазі, що жорсткі ортези можуть спричинити дискомфорт чи ушкодження м'яких тканин внаслідок тиску у хворого на ДЦП з вираженою дискінезією. Їх потрібно ретельно контролювати для того, щоб запобігти побічних ефектів. Мультидисциплінарна команда має своєчасно забезпечити хворого на ДЦП ортезами, при знятті мірок і виготовленні ортезів відповідного розміру, при ремонті пошкоджених ортезів — з мінімальною затримкою. Необхідно інформувати хворих на ДЦП, яким призначають ортези, а також їхніх батьків або
опікунів як використовувати та носити ортези, коли їх носити і як тривало. Так ортез, призначений для розтягнення сухожиль задля запобігання контрактур, ймовірно буде ефективним, якщо його носити впродовж
тривалого періоду часу, зокрема, 6 годин на день. Ортез, який призначається для підтримки певної функції, необхідно надягати лише за необхідності. Слід поінформувати хворих на ДЦП, їхніх батьків чи опікунів про те, що вони можуть зняти ортези, якщо ті завдадуть біль, що не зменшиться зі зміною положення кінцівки або після коригування регулюючих ременів.
Різновиди ортезів для хворих на ДЦП зі спастичністю верхніх кінцівок є:
- м'які ліктьові ортези для поліпшення м'язового і сухожилкового розтягнення, покращення функції;
- жорсткий ортез зап'ястя для профілактики контрактури, обмеження рухів у зап'ясті і формування згинальної контрактури в променево-зап'ястковому суглобі рук;
- динамічні ортези для покращення функції кисті.
- гомілково-ступневі ортези використовуються задля поліпшення ходи, якщо хворий на ДЦП ходить навшпиньки і має добрий діапазон пасивних рухів у кульшовому та колінному суглобах.

Гомілково-ступневі ортези для хворих на ДЦП зі значними функціональними обмеженнями (Gross Motor Function Classification System / GMFCS рівні IV або V) призначені для покращення нерухомої позиції при сидінні, при перехідному положенні між сидінням і стоянням, для поліпшення стояння. Хворим на ДЦП із вторинними ускладненнями спастики, зокрема, з контрактурами і деформаціями, гомілково-ступневі ортези не рекомендовано. Жорсткі гомілково-ступневі ортези рекомендовані хворим на ДЦП з обмеженням активних і пасивних рухів у колінному і кульшовому суглобах (формування статичної контратури). Шарнірні гомілково-ступневі ортези рекомендовано хворим на ДЦП з достатньою руховою активністю колінного і кульшового суглобів (формування контрактур, динамічна контрактура) для створення нормального паттерну ходи.
Ортези для тулуба призначені для хворих на ДЦП із супутніми сколіозом чи кіфозом, якщо це здатне допомогти поліпшенню сидіння. Нічне ортезування з фіксацією двох суміжних суглобів створює кращу фіксацію кінцівки і дає можливість уникнути труднощів, пов'язаних із носінням ортезів. Показами до їхнього нічного використання є:
- покращення постави;
- профілактика чи відстрочення підвивихів у кульшових суглобах;
- профілактика чи відстрочення розвитку контрактур.

Якщо ортези застосовуються вночі, то слід перевірити, чи це прийнятне для хворого на ДЦП, не зумовлює ушкоджень і не порушує його сон. Міжцисциплінарна команда має розглянути доцільність використання ортезів у кожному конкретному випадку.

### Нейрохірургічні заходи
- Функціональна нейрохірургія включає: селективна різотомія, селективна невротомія, хронічна нейростимуляція спинного мозку, операції на підкіркових структурах головного мозку.

#### Селективна дорзальна спінальна різотомія
Перерізання деякої кількості дорзальних чутливих корінців спинного мозку, найчастіше в попереково-крижовому відділі, з метою довготривалого зниження чутливості та перериву сенсомоторної рефлекторної дуги, що відповідальна за підвищення тонусу м'язів. Під час отримання згоди батьки чи опікуни мають бути проінформовані, що ця операція призведе до незворотного процесу, і що у пацієнтів може бути погіршення ходи, зниження функції сечового міхура, виникнути деформація хребта. Вони мають розуміти, що надалі лікування має тривати у вигляді довготермінової фізіотерапії, а тако можливе додаткове хірургічне втручання. Відбір хворих для проведення різотомії має проводитися міждисциплінарною командою за участю спеціаліста, який має досвід роботи з хворими на ДЦП. Ця команда найчастіше включає фізіотерапевта, педіатра, хірурга, які отримали спеціальну підготовку. У пацієнта під загальним наркозом здійснюється ламінектомія одного чи декількох хребців задля доступу до твердої мозкової оболони з подальшим розрізом і доступом до конуса спинного мозку і кінського хвоста. Нейрофізіологічна оцінка під час операції проводиться задля виявлення сенсорних нервових корінців, які найвідповідальніші за підвищення тонусу м'язів. Через високу травматичність така операція практично не застосовується в Україні.

### Трудотерапія
Усі діти і підлітки зі спастичними порушеннями мають бути оцінені фізіотерапевтом і, за необхідності, спеціалістом із трудотерапії. Програма фізіотерапії та / або трудотерапії розробляється індивідуально для хворого на ДЦП в залежності від його можливостей і потреб, спрямовується на досягнення певних конкретних цілей, таких як сприяння формуванню навичок, функціональності та можливості участі в повсякденній діяльності; запобігання вторинних наслідків, як то біль чи контрактури. Слід забезпечити хворих на ДЦП і їхніх батьків чи опікунів інформацією про принципи фізіотерапії /трудотерапії, обсяг втручань, що необхідні задля досягнення намічених цілей. Ця інформація має дати розуміння балансу між потенційними перевагами і труднощами, аби дати їм можливість узяти повноцінну участь у виборі програми фізичної терапії. Для прийняття рішення, хто має забезпечити проведення фізичної терапії, слід враховувати чи хворий на ДЦП, його батьки або опікуни здатні забезпечити проведення специфічної терапії; що потрібно буде навчати хворого, його батьків чи опікунів; чи є бажання цього у хворого, батьків або опікунів.

### Лікувальна фізична культура (ЛФК)
ЛФК може включати різні вправи, що спрямовані на покращення загальної рухової активності, сили м'язів, на поліпшення функцій серцево-судинної та дихальної систем, на витривалість, координацію і рівновагу, покращення постави. ЛФК може бути пасивною чи активною, орієнтованою на великі м'язові групи та поліпшення великих моторних функцій, а може бути направлена на формування конкретного навику руху. ЛФК є важливим компонентом реабілітації тих дітей, які мають розлади руху.

#### Нейророзвиткова терапія за Бобат
Бобат-концепція — нейророзвиваюча терапія, що направлена на досягнення найліпшого розвитку здібностей дитини, розвитку його комунікативних можливостей, забезпечення максимально наближених до фізіологічних рухів, підтримку вітальних функцій, запобігання вторинних уражень, деформацій, атрофій. Бобат — концепція була створена у 1930 —ті роки фізіотерапевтом Бертою Бобат і психіатром Карлом Бобатом. Концепція має чіткі принципи:
- Здійснюється підкреслення здібностей дитини.
- Оцінюються знання фізіологічного і патологічного розвитку дитини, а також аналіз її можливостей руху.
- Тактика ґрунтується на основах неврологічного розвитку.
- Наголошується на тому, що центральна нервова система існує для вирішення проблем і навчання.
- Впроваджується теза, що обстеження і лікування є одним цілим.
- Терапія здійснюється у повсякденньому житті хворого на ДЦП (сім'я, дитсадок, школа).
- Батьки із самого початку включаються у її проведення.
- Здійснюється допомога сім'ї у спостереженні та нагляді за хворим на ДЦП.
- Вітається розширення власної ініціативи і самостійних дій хворого.
- Спосіб дій використовує діалог.
- Йде моторне / когнітивне навчання.
- Йде підбір засобів допомоги для підтримки повсякденного життя.
- Концепція використовує міждисциплінарність.

Бобат-концепція розглядає мозок як організовану, самодостатню систему, яка розвивається через власну активність та отримання досвіду. Ця система формує вирішення проблем дитини і стратегію подальшого її розвитку. Згідно з цією концепцією кожна дитина є індивідуальністю зі своїми можливостями та обмеженнями, а відповідно й зі своєю стратегією розвитку. Концепція пропонує використовувати під час терапії власну активність дитини з орієнтацією на її поведінку, що має забезпечити формування власної рухової стратегії. Використання ігор, формування дій у повсякденних ситуаціях є умовою кращої взаємодії лікаря з дитиною та водночас її соціальної адаптації. Мета цього концетуального лікування по відношенню до дитини:
- Розвиток здібностей до комунікації.
- Підтримка основних життєвонеобхідних функцій (дихання, прийом їжі).
- Досягнення оптимального контролю постави в спокої та під час руху відповідно до його мети.
- Поліпшення комунікабельності та спілкування.
- Розвиток, закріплення навичок самообслуговування та поведінки у соціумі.
- Сенсорна інтеграція;
- Нервово-м'язова електростимуляція і вібростимуляція;
- Мануальна терапія.

Термін «манульна терапія» означає застосування різноманітних підходів і методів, в тому числі масаж, терапію міофасціального вивільнення, краніосакральну терапію, мобілізацію суглобів. Масаж застосовується з терапевтичною метою, є декілька його прийомів. Для окремих дітей масаж може застосовуватися з метою заспокоєння дитини, зменшення її тонусу м'язів, збільшення її ваги, покращення взаємодії за зв'язком «мати-дитина». Перед початком массажу для дитини важливо визначити протипокази до його проведення:
- проблеми дихальної чи серцево-судинної систем;
- гострі інфекційні хвороби (особливо верхніх дихальних шляхів);
- наявність набряку, гемофілії, високого кров'яного тиску, шкірних захворювань, переломів, недосконалого остеогенезу, гриж.

Перед початком масажу і необхідності при цьому застосування масажного масла слід виявити можливість виникнення алергічної реакції у дитини на це масло. Необхідно вбачати, що реакція дитини на масаж може змінюватися під час сеансів. Адже навіть легке поглажування здатне спричиняти негативну реакцію у окремих дітей. Слід зробити так, щоб спеціаліст масажу підібрав техніку його проведення індивідуально до кожної дитини. Є важливим аби міофасціальне розтягнення та краніосакральна масажна терапія проводилися в комплексній програмі реабілітації дитини з порушеннями руху. Фахівці, які здійснюють дані методики, мають бути досвідченими в роботі з ними у дітей, ознайомленими із загальним станом дитини та можливими протипоказами, проводити моніторинг загального стану цієї дитини. Абсолютними протипоказами до краніосакральної терапії є:
- гострий внутрішньомозковий крововилив;
- внутрішньомозкові аневризми;
- перелом черепа;
- грижі головного мозку через великий потиличний отвір у черепі.

Мобілізація суглобів, зокрема й хребта, не рекомендується для дітей віком до 3-х років. Абсолютними протипоказами для мобілізації хребта є:
- бактеріальні інфекційні хвороби;
- злоякісні новоутворення;
- анкілоз суглобів;
- гіпермобільність суглобів;
- ураження спинного мозку, в тому числі, з порушенням функції кишки і сечового міхура.

Іпотерапія використовується у дітей старше 3-х років із порушеннями руху. Головні цілі
іпотерапії:
- мобілізація тазу, поперекового відділу хребта і кульшових суглобів;
- тренування шийної і тулубової мускулатури;
- поліпшення поступального контролю голови і тулуба;
- поліпшення реакцій рівноваги.

Іпотерапевт садить дитину в різних позах на коня (зокрема, лежачи чи сидячи). М'яка подушка застосовується замість сідла. Іноді іпотерапевт і дитина можуть їздити разом. Коні, зазвичай, йдуть кроком із метою забезпечити безпечну поїздку для дитини. Під час застосування такої методики слід враховувати ймовірність виникнення травм внаслідок катання на конях.
Акватерапія об'єднує в собі плавання та водні вправи, в яких використовуються засади нейрорухового розвитку в поєднанні з підводними вправами. Водні процедури застосовуються задля сприяння розвитку руху і рівноваги.

#### Метод Козявкіна / система інтенсивної нейрофізіологічної реабілітації
Технологія лікування хворих на ДЦП, остеохондроз, тих, що мають наслідки травм і органічного ураження нервової системи. Основним компонентом методу є біомеханічна корекція хребта і великих суглобів, у поєднанні з комплексом певних лікувальних заходів. Метод спрямований на усунення функціональних блокад
хребцево-рухових сегментів і відновлення нормальної рухливості суглобів хребта, що дає змогу зменшити прояви дизрегуляції нервової системи на різних рівнях чутливих і рухових систем. Корекція хребта здійснюється після мануальної діагностики та відповідної підготовки послідовно у всіх відділах хребта — поперековому, грудному і шийному.

#### Фізична реабілітація за Сандаковим
Методика Сандакова — комплексна методика, що включає неврологічний масаж та кінезотерапію (лікування рухом, спеціалізована ЛФК).

#### Метод В. Войта
Система лікування із застосуванням рефлекс-локомоцій, тобто вроджених реакцій рефлекторного повзання і перевертання, що передбачає можливість у дітей раннього віку завернути патологічні реакції у бік
фізіологічного рухового стереотипу і тим самим не дати сформуватися органічному ураженню ЦНС. Принципом методу Войта є вплив на сферу руху й на все тіло: на сенсорну, вегетативну та психічну системи. Головним завданням методу є формування навичок руху, відповідних віку дитини.

#### Метод К.О.Семенової
Це метод динамічної пропріоцептивної корекції (ДПК), що полягає у впливі на мозкові структури функційної системи антигравітації потоку скорегованої проприоцептивної імпульсації, що виникає при виконанні хворим довільних рухів у рефлекторно-навантажувальному пристрої «Гравітон», «Гравістат». Пристрій має систему еластичних тяг і збирається із комплектуючих деталей індивідуально для кожного хворого, згідно із завданням корекції його патологічної пози. Генералізована дія скорегованої пропрірецепції призводить до нормалізації м'язового тонусу, пригнічення патологічних м'язових синергій і гіперкінезів, розвинення установчих і постуральних рефлексів. Через це при активних рухах хворого йде закріплення правильної пози і фізіологічних форм руху на рівні ЦНС.

#### Сенсорна інтеграція
Це є терапевтичним інструментом концепції ерготерапевта і кранкенгімнаста Джина Аєрза, яка застосовує широкі знання та основні положення в сфері навчання дітей з обмеженими можливостями здоров'я з різною
нозологією і може використовуватись у різних вікових групах. Це результат об'єднання двох і більше сенсорних функцій, що упорядковує і організовує різноманітні ураження і створює підґрунтя для вдалої адаптації до навколишнього середовища, ефективного сенсорно-моторного і емоційно-інтелектуального розвитку. Сенсорна інтеграція стосується переважно тактильного, вестибулярного та пропріоцептивного чуттів. Метою сенсорної інтеграції є підвищення можливості дитини охоплювати і організовувати сенсорну інформацію, стимулювання адаптивних реакцій відповідно до її психоневрологичних потреб, що забезпечить направленість і поступальність рухів і лежить в основі отримання практичних навиків і соціалізації. Сенсорна інтеграція стимулює розвиток комунікативних навичок і соціалізації, в ній закладена можливість здійснювати заняття в групі, на яких розвиваються навички поведінки. Після подібних занять у більшості дітей із ДЦП збільшується пізнавальна активність, покращується зорове сприйняття форми, кольору, розміру і просторових відношень предметів, з'являється орієнтовна реакція на оточення, поведінка стає цілеспрямованішою, збільшується самостійність і самооцінка.

#### Лікування болю
До основних больових відчуттів, які може відчувати хворий на ДЦП з органічним ураженням головного мозку, відносяться головний біль, біль у плечах, дизестезія та біль у животі через гастро-езофагальний рефлюкс. Біль у плечах у дорослих асоціюється з тривалим періодом госпіталізації та низьким рівнем відновлення функції руки, а клінічний досвід спостереження за дітьми з ДЦП це підтверджує. Пропріоцептивна дисфункція може поширюватись на все тіло. Медичний персонал має знати, що діти можуть відчувати біль і дискомфорт через рецепторне порушення, але їм може бути важко це висловити.
Діти з органічним ураженням нервової системи на тлі ДЦП мають бути обстежені на наявність болю за допомогою педіатричних інструментів виявлення його. Усі види болю слід лікувати активно, використовуючи відповідні заходи, включаючи спеціальні укладки, догляд і медикаментозне лікування. За відсутності ефекту від цих заходів, пацієнта має оглянути медичний фахівець з проблем болю.

#### Корегування настрою та поведінки
З'являються переконливі докази того, що наявність органічного ураження головного мозку впливає на багато аспектів поведінки, навіть у дітей, в яких немає явних проблем в інших сферах. Невиявлені когнітивні порушення здатні ускладнити проблеми з настроєм та поведінкою і тому оці сфери слід оцінювати разом. Психологічне оцінювання дитини має включити оцінку настрою і поведінки, на основі ширшого кола проблем, що можуть виникнути в сім'ї. Оцінювання настрою і поведінки доцільно провести під час психологічного обстеження. Настрій і поведінка мають бути оцінені, якщо існують зміни у функціонуванні дитини в
домашній обстановці чи в школі. Якщо настрій чи проблеми з поведінкою виявлені та впливають на стан дитини та її функціонування, вона має бути передана спеціалістам, які мають досвід у корегуванні таких проблем.

#### Корекція повсякденної діяльності
Моторні, сенсорні та когнітивні зрушення, які виникають при ДЦП, здатні вплинути на навички хворого до самообслуговування у повсякденній діяльності, що відповідає віку, а також на можливість займатись діяльністю, пов'язаною з роботою та відпочинком. Сюди входять види діяльності як то одягання, купання, туалет, харчування, здатність до переміщення вдома та в школі, гратись і засвоювати шкільну програму. Терапевти, що працюють з хворим, мають оцінити здатність його виконувати повсякденну діяльність. Фахівці з трудотерапії мають залучатися для визначення необхідності в самообслуговуванні, роботі та навчанні, дозвіллі та забезпеченні активного функціонування.

#### Корекція мови і навичок спілкування
Якщо у дитини з ДЦП виявлені порушення спілкування та мовленнєві розлади (при ДЦП у більшості дітей порушення мовлення: затримка мовного розвитку, дизартрія, гіперсалівація, алалія, короткий мовний видих, сбій ритмічності та темпу мови тощо), таку дитину має обов'язково проконсультувати логопед. Детальне оцінювання навичок комунікації має проводитися спільно з дитиною, батьками, вчителями, з метою виявлення проблем та можливості їхньої корекції, спрямованої на поліпшення функціональних здібностей дитини. З метою поліпшення комунікативних навичок дитини та її мови, з хворим на ДЦП повинна працювати міждисциплінарна команда, до якої мають увійти реабілітолог, психолог, логопед, педагог, соціальний педагог, ерготерапевт.

## Критерії ефективності лікування
- Зниження спастичних порушень;
- Поліпшення функціональної рухової активності;
- Зменшення виразності болю;
- Зниження побічних ефектів від медичних втручань;
- Підвищення толерантності до фізичних навантажень;
- Поліпшення якості життя дітей з порушеннями руху.

## Прогноз
Попри всі досягнення сучасної медицини, ДЦП залишається великою проблемою. Кількість людей із ДЦП збільшується у всьому світі. Можливо, це відбувається через те, що завдяки розвитку медицини дедалі більше і більше недоношених дітей виживають. У XXI столітті на одну тисячу населення в середньому припадає 2-3 дітей із ДЦП. Він однаково часто спостерігається в різних етнічних і соціоекономічних групах.